# Gazeller
Gazeller er antiloper, der hører til slægterne Gazella, Eudorcas og Nanger. Disse blev oprindeligt regnet som én slægt, men nyere undersøgelser har placeret dem i de tre slægter. Desuden bruges betegnelsen gazelle om blandt andet om nært beslægtede arter som springbukken, girafgazellen og arter af slægten Procapra.
Gazeller er kendt som hurtige dyr. Hastigheder på næsten 100 km/t er målt for Dorcas gazellen, for springbukken er målt 88 km/t, mens der for thomsongazeller (Eudorcas thomsonii) er målt hastigheder op til 70 km/t. Gazellerne lever i både Afrika, Centralasien og Arabien. I Afrika lever de fleste på savannerne nord for ækvator, men enkelte arter lever længere mod syd.